# 向寿
向 寿（しょう じゅ、生没年不詳）は、中国戦国時代末期の秦の政治家。宣太后の甥で公子稷（後の昭襄王）と共に育てられ、その即位後は大臣として仕え甘茂の亡命後に丞相となった。

## 経歴
武王3年（紀元前308年）、武王の使者として甘茂と共に魏へ向かい、後に甘茂の意向で先に帰国しその伝言を武王に伝えた。
昭襄王の時代になり、向寿は宣陽を平らげ楚韓と対峙した。のちに甘茂は武遂を韓に返還する事を昭襄王に進言し、向寿と公孫奭はこれに反対したが聞き入れられなかった。向寿と公孫奭はこれを恨んで甘茂を讒言する様になり、恐れた甘茂は亡命してしまった。
昭襄王13年（紀元前294年）に韓を攻め、これを伐って武始を取った。
昭襄王14年（紀元前293年）、罷免された。